# Distrito de Dharashiv
Dharashiv (en maratí; उस्मानाबाद जिल्हा ) es un distrito de India, parte de la división de Chhatrapati Sambhajinagar en el estado de Maharastra .
Comprende una superficie de 7 512 km².
El centro administrativo es la ciudad de Dharashiv.

## Demografía
Según censo 2011 contaba con una población total de 1 660 311 habitantes.